# Eisenbahnrecht (Europäische Union)
Das Eisenbahnrecht der Europäischen Union bezeichnet die unionsrechtlichen Liberalisierungsmaßnahmen im Schienenverkehr. Es umfasst jene Vorschriften, die sich seit den 1990er Jahren auf die Herstellung eines einheitlichen Verkehrsmarktes im europäischen Eisenbahnwesen beziehen.

## Hintergrund
Die Eisenbahn ist wichtiger Bestandteil des Personen- und des Güterverkehrs in der EU und von besonderer volkswirtschaftlicher Bedeutung. Sie spielt eine zentrale Rolle bei der Bewältigung der gestiegenen Nachfrage und der Überlastung im Straßenverkehr sowie in Bezug auf die gesicherte Versorgung mit Kraftstoffen und die Reduzierung der CO2-Emissionen. Seit den 1970er Jahren hatte die Eisenbahn in ihrer Eigenschaft als Staatsmonopol jedoch im intermodalen Verkehr kontinuierlich Marktanteile an die Straße verloren und zur Überschuldung der öffentlichen Haushalte beigetragen.
Die gemeinsame europäische Verkehrspolitik gem. Art. 100 Abs. 1 AEUV will mit transeuropäischen Netzen den Wettbewerb fördern und die Dienstleistungsfreiheit gewährleisten, um Anreize zur Kostensenkung, Qualitätssteigerung und Innovation im Eisenbahnsektor zu schaffen. Dies erfordert auch eine Harmonisierung der Vorschriften in Bezug auf Technik, Verwaltung und Sicherheit. Eine schrittweise Harmonisierung dieser Anforderungen ist für die Interoperabilität der einzelnen nationalen Eisenbahnsysteme unabdingbar.

## Einzelne Rechtsakte
Die Europäische Kommission und der Europäische Rat haben ihre Maßnahmen seit 2001 im Ersten, Zweiten, Dritten und Vierten Eisenbahnpaket zusammengefasst. Diese Pakete sollen insbesondere den freien Netzzugang und eine konkurrenzfähige Streckennutzung gewährleisten. Als neue Behörde wurde 2004 die Europäische Eisenbahnagentur geschaffen.
Die Eisenbahnpakete enthalten die
- Abkommen zwischen der Europäischen Gemeinschaft und der Schweizerischen Eidgenossenschaft vom 21. Juni 1999 über den Güter- und Personenverkehr auf Schiene und Straße, Amtsblatt L114, 30. April 2002
- Richtlinie 2007/59/EG des Europäischen Parlaments und des Rates vom 23. Oktober 2007 über die Zertifizierung von Triebfahrzeugführern, die Lokomotiven und Züge im Eisenbahnsystem in der Gemeinschaft führen
- Richtlinie 2008/68/EG des Europäischen Parlaments und des Rates vom 24. September 2008 über die Beförderung gefährlicher Güter im Binnenland
- Richtlinie 2012/34/EU des Europäischen Parlaments und des Rates vom 21. November 2012 zur Schaffung eines einheitlichen europäischen Eisenbahnraums
- Verordnung (EG) Nr. 1370/2007 des Rates vom 23. Oktober 2007 über öffentliche Personenverkehrsdienste auf Schiene und Straße
- Verordnung (EU) Nr. 1316/2013 des Europäischen Parlaments und des Rates vom 11. Dezember 2013 zur Schaffung der Fazilität „Connecting Europe“
- Verordnung (EU) 2016/796 des Europäischen Parlaments und des Rates vom 11. Mai 2016 über die Eisenbahnagentur der Europäischen Union
- Richtlinie (EU) 2016/797 des Europäischen Parlaments und des Rates vom 11. Mai 2016 über die Interoperabilität des Eisenbahnsystems in der Europäischen Union
- Richtlinie (EU) 2016/798 des Europäischen Parlaments und des Rates vom 11. Mai 2016 über Eisenbahnsicherheit
- Verordnung (EU) 2021/782 des Europäischen Parlaments und des Rates vom 29. April 2021 über die Rechte und Pflichten der Fahrgäste im Eisenbahnverkehr

## Nationalstaatliche Umsetzung
Die deutsche Bahnreform wurde mit dem Eisenbahnneuordnungsgesetz von 1994 eingeläutet. In der Folge wurden auch das Allgemeine Eisenbahngesetz oder das Eisenbahnregulierungsgesetz durch das europäische Eisenbahnrecht beeinflusst.